# Podkarpacka Brygada Obrony Narodowej

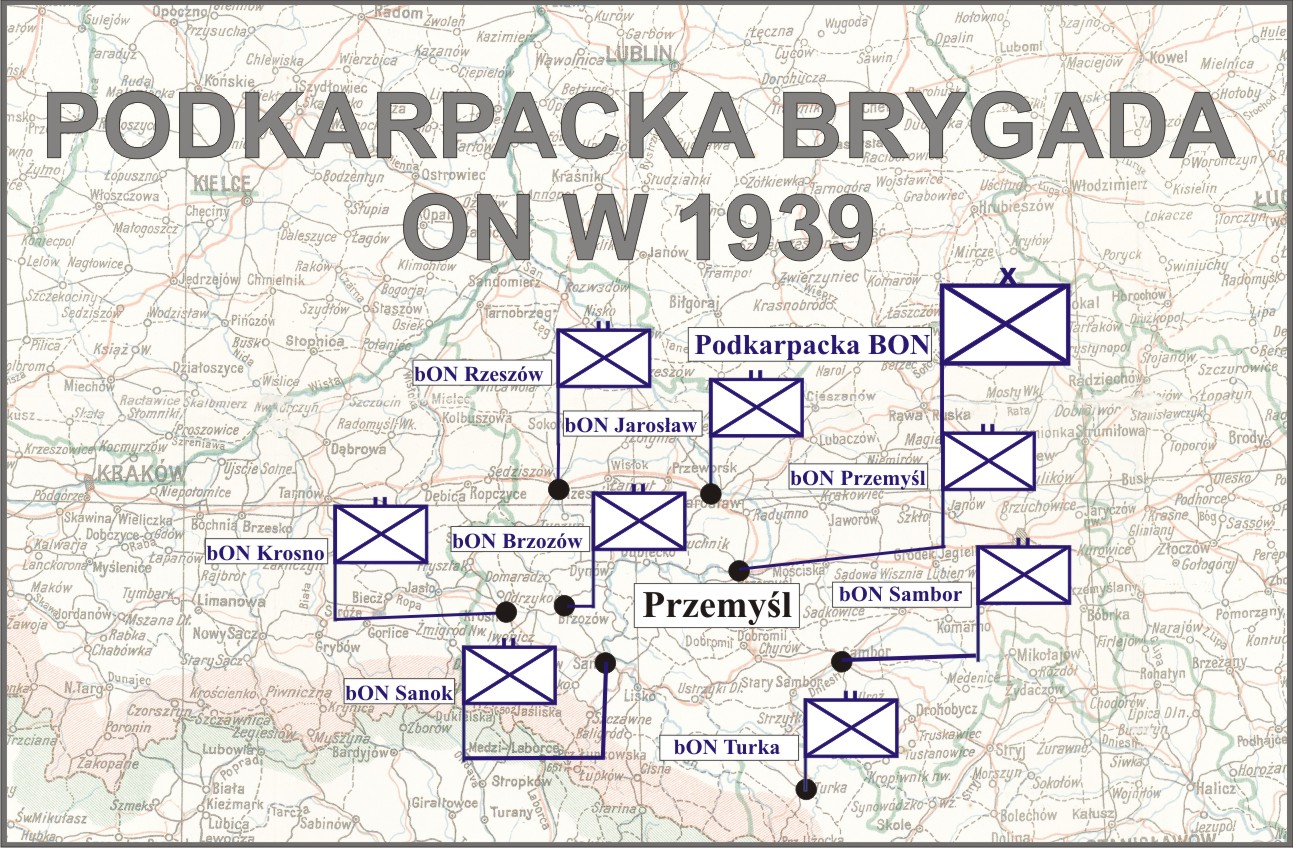
Podkarpacka Brygada ON

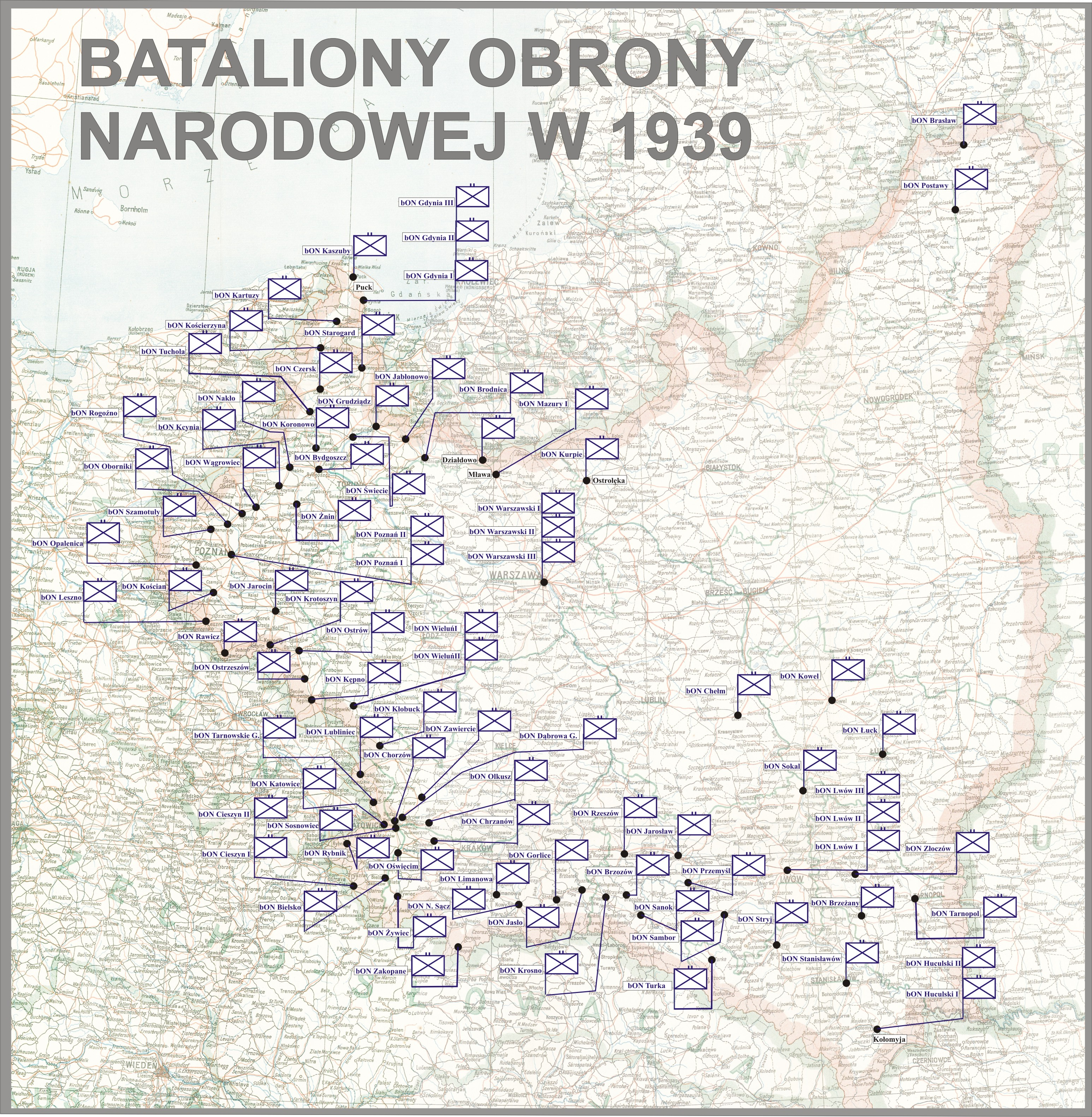
Obrona Narodowa w 1939

Podkarpacka Brygada Obrony Narodowej – brygada Obrony Narodowej Wojska Polskiego II Rzeczypospolitej.
W 1937 została sformowana Podkarpacka Półbrygada ON w składzie dwóch batalionów ON: Przemyskiego i Samborskiego oraz Oddziału Zwiadowców. Dowództwo półbrygady i dowództwo pierwszego batalionu oraz Oddział Zwiadowców rozmieszczono w garnizonie Przemyśl. Drugi batalion stacjonował w Samborze.
6 kwietnia 1938 rozpoczęto formowanie trzech kolejnych batalionów: Rzeszowskiego, Jarosławskiego i Sanockiego. W związku z powyższym dotychczasowa półbrygada przemianowana została na Podkarpacką Brygadę ON i podporządkowana dowódcy Okręgu Korpusu Nr X.
Wiosną 1939 istniejące bataliony przeformowane zostały na etat batalionu ON typ I. Zmieniono podporządkowanie poszczególnych kompanii pomiędzy batalionami. Równocześnie na terenie województwa lwowskiego sformowano trzy kolejne bataliony: Brzozowski i Krośnieński (oba typu IV) oraz Turczański (typu I).
W kampanii wrześniowej brygada walczyła w składzie Armii „Karpaty” przy czym Turczański Batalion ON podporządkowany został dowódcy Odcinka „Węgry”, Samborski Batalion ON stanowił odwód dowódcy Grupy Operacyjnej „Jasło”, a pozostałe bataliony podporządkowane zostały dowódcy 3 Brygady Górskiej Strzelców.

## Obsada personalna w 1939 roku
- Dowództwo Podkarpackiej Brygady ON w Przemyślu[1]
  - dowódca brygady – płk Józef Gigiel-Melechowicz
- Oddział Zwiadowców w Przemyślu
- Przemyski batalion ON – kpt. Michał Włodzimierz Moroz
- Samborski batalion ON – mjr Marian Suda
- Rzeszowski batalion ON – mjr Tadeusz Ochęduszko
- Jarosławski batalion ON – kpt. Władysław Bolesław Bochenek
- Sanocki batalion ON – kpt. Tadeusz Kuniewski
- Turczański batalion ON – mjr Stefan Chaszczyński
- Brzozowski batalion ON – kpt. Jan Kraus
- Krośnieński batalion ON – kpt. Antoni Melnarowicz

## Dowódcy brygady
- ppłk piech. Alfred Greffner (1937–1938)
- płk Jan Kotowicz (1938–1939)
- płk Józef Gigiel-Melechowicz (1939)